# Ben Wildman-Tobriner
Benjamin Marshall Wildman-Tobriner (nacido el 21 de septiembre de 1984 en San Francisco, California) es un nadador muy competitivo y fue un miembro reciente del Equipo de Natación Masculina de la Universidad de Stanford.  
Wildman-Tobriner nació en la ciudad de San Francisco cuyos padres son Michael Tobriner y Stephanie Wildman. Él creció en San Francisco con sus padres y una hermana mayor, Rebecca "Becky" Wildman-Tobriner (nacida el 25 de noviembre de 1980). Su abuelo paternal, Mathew Tobriner, fue un juez de la Corte Suprema de California por 20 años.
El 3 de julio de 2008, Wildman-Tobriner calificó para participar en el equipo de las pruebas de los Juegos Olímpicos como un segundo alternado en la prueba de los 4 × 100 m estilo libre de relevo. En Pekín, durante la preliminar de natación del 10 de agosto de 2008 se convirtió en un miembro del Récord Mundial de los 4 × 100 m  estilo libre de relevo (3:12.23) al nadar y terminar en solo 48.03. El siguiente día, Wildman-Tobriner ganó una medalla de oro (pero perdió el récord mundial) cuando Jason Lezak le ganó en la final de relevo a Alain Bernard y rompiendo el récord mundial.